# Vinci Montaner
Vinci Montaner (27 de noviembre de 1976) es un cantante filipino nacido en Manila. Fue además vocalista de respaldo de la banda Parokya ni Edgar desde 1993 hasta su salida en 2012.

## Biografía
Su nombre real es Francisco Vicente Rosales-Montaner. 
Sus padres son Francisco Montaner y Mila, y tiene 3 hermanos: "Chikko", "DIKKI" y "Chachi". Terminó su educación en los niveles inferiores del Ateneo en Manila, y se graduó en la carrera de Publicidad en la UP Manila. 
Fue miembro de Parokya ni Edgar desde 1993 hasta 2012.

## Discografía

### Con Parokya ni Edgar
- Khangkhungkherrnitz (1996)
- Buruguduystunstugudunstuy (1997)
- Gulong Itlog Gulong (1999)
- Edgar Edgar Musikahan (2002)
- Bigotilyo (2003)
- Halina Sa Parokya (2005)
- Matira Matibay: PG-13 (Singles 1994-2007) (2007)
- Solid (2007)
- Middle-Aged Juvenile Novelty Pop Rockers (2010)